# Saint-Georges-Nigremont
Saint-Georges-Nigremont este o comună în departamentul Creuse din centrul Franței. În 2009 avea o populație de 168 de locuitori.

## Evoluția populației
| An        | 1975 | 1982 | 1990 | 1999 | 2006 | 2009 |
| --------- | ---- | ---- | ---- | ---- | ---- | ---- |
| Populație | 200  | 183  | 156  | 168  | 155  | 168  |